# Кубок Данії з футболу 2011—2012
Кубок Данії з футболу 2011–2012 — 58-й розіграш кубкового футбольного турніру в Данії. Титул вп'яте здобув Копенгаген.

## Календар
| Раунд        | Дата                        | Матчі | Клуби    |
| ------------ | --------------------------- | ----- | -------- |
| Перший раунд | 6-10 серпня 2011            | 46    | 106 → 60 |
| Другий раунд | 30 серпня - 14 вересня 2011 | 28    | 60 → 32  |
| Третій раунд | 20-28 вересня 2011          | 16    | 32 → 16  |
| 1/8 фіналу   | 25-27 жовтня 2011           | 8     | 16 → 8   |
| 1/4 фіналу   | 23-24 листопада 2011        | 4     | 8 → 4    |
| 1/2 фіналу   | 18-19/25-26 квітня 2012     | 4     | 4 → 2    |
| Фінал        | 17 травня 2012              | 1     | 2 → 1    |

## Третій раунд
| Команда 1        | Рахунок      | Команда 2                  |
| ---------------- | ------------ | -------------------------- |
| 20 вересня 2011  |              |                            |
| Орс (4)          | 2:5          | Ерлев (3)                  |
| Відовре (3)      | 2:2 пен. 8:9 | Орхус                      |
| 21 вересня 2011  |              |                            |
| Свеболле (3)     | 0:1          | Сеннер'юск                 |
| Свенборг (3)     | 1:1 пен. 4:5 | Роскілле (2)               |
| Марієнлюст (3)   | 1:4          | Хобро (2)                  |
| Йоррінг (2)      | 0:2          | Норшелланн                 |
| Еліте 3000 (3)   | 0:4          | Брондбю                    |
| Раннерс (2)      | 1:2 дч       | Сількеборг                 |
| Норвест (3)      | 0:1          | Віборг (2)                 |
| Вестшелланн (2)  | 0:2          | Копенгаген                 |
| 22 вересня 2011  |              |                            |
| Фредерісія (2)   | 1:0          | Оденсе                     |
| 28 вересня 2011  |              |                            |
| Єгерсборг (5)    | 0:6          | Мідтьюлланн                |
| Рінгкебінг (4)   | 1:5          | Вайле Болдклуб Колдінг (2) |
| Несбю (3)        | 2:1          | Нествед (2)                |
| Академіск БК (2) | 0:3          | Горсенс                    |
| Есб'єрг (2)      | 1:3 дч       | ГБ Кеге                    |

## 1/8 фіналу
| Команда 1                  | Рахунок      | Команда 2   |
| -------------------------- | ------------ | ----------- |
| 25 жовтня 2011             |              |             |
| Фредерісія (2)             | 1:1 пен. 6:5 | Віборг (2)  |
| 26 жовтня 2011             |              |             |
| Ерлев (3)                  | 2:3          | Горсенс     |
| Несбю (3)                  | 4:3          | Сількеборг  |
| Хобро (2)                  | 0:2 дч       | Сеннер'юск  |
| Вайле Болдклуб Колдінг (2) | 1:0 дч       | Орхус       |
| 27 жовтня 2011             |              |             |
| Норшелланн                 | 1:0          | Мідтьюлланн |
| Роскілле (2)               | 1:2 дч       | ГБ Кеге     |
| Брондбю                    | 0:3          | Копенгаген  |

## 1/4 фіналу
| Команда 1                  | Рахунок | Команда 2  |
| -------------------------- | ------- | ---------- |
| 23 листопада 2011          |         |            |
| Несбю (3)                  | 1:5 дч  | Сеннер'юск |
| 24 листопада 2011          |         |            |
| Вайле Болдклуб Колдінг (2) | 1:2     | ГБ Кеге    |
| Фредерісія (2)             | 1:2     | Горсенс    |
| Копенгаген                 | 2:0     | Норшелланн |

## 1/2 фіналу
| Команда 1         | Заг.    | Команда 2  | 1-й матч | 2-й матч |
| ----------------- | ------- | ---------- | -------- | -------- |
| 18/25 квітня 2012 |         |            |          |          |
| Копенгаген        | 4:4 (ч) | Сеннер'юск | 1:0      | 3:4      |
| 19/26 квітня 2012 |         |            |          |          |
| ГБ Кеге           | 2:3     | Горсенс    | 2:2      | 0:1      |

## Фінал
| 17 травня 2012 19:00 (EEST) |

| Горсенс | 0:1      | Копенгаген    |
| ------- | -------- | ------------- |
|         | Протокол | Клаудемір 42' |

| Паркен, Копенгаген Глядачів: 21 963 Арбітр: Ларс Крістофферсен |